# (3406) Omsk
(3406) Omsk (1969 DA) – planetoida z pasa głównego asteroid okrążająca Słońce w ciągu 4,68 lat w średniej odległości 2,8 j.a. Odkryta 21 lutego 1969 roku.